# La sposa di Messina (Vaccai)
La sposa di Messina (La esposa de Mesina en español) es una ópera en dos actos del compositor italiano Nicola Vaccai, con libreto de Jacopo Cabianca, basado en la tragedia de Friedrich Schiller  Die Braut von Messina. 
La ópera fue estrenada en el Teatro La Venice de Venecia el 2 de marzo de 1839.

## Historia
Tras su retorno a Italia, Vaccai obtiene en 1834 un puesto como censor en el conservatorio de Milán, lo que le otorga cierta seguridad económica y mayor libertad en su faceta como compositor. Esto permitió a Vaccai elegir el tema e la ópera y al libretista, Jacopo Cabianca. Pese a las reticencias de éste por lo truculento del tema, Vaccai consiguió salirse con la suya y compuso una ópera de excepcional sentido dramático.
El estreno de la ópera, el 2 de marzo de 1839, no fue bien. Aunque el primer acto gustó, la historia de fratricidio, incesto y la exhibición de un cadáver en el segundo acto provocaron el rechazo del público veneciano, que no permitió que la soprano Carolina Ungher pudiera afrontar debidamente su aria final. Aunque se programó una función más, el día 3, sólo se representó el primer acto. En lugar del segundo acto, abucheado el día anterior, se representó el segundo acto de la ópera Parisina de Gaetano Donizetti, elegido probablemente a petición de Carolina Ungher, que había estrenado también este título.
La ópera se recuperó el 15 de julio de 2009 en el seno de la XXI edición del Festival Rossini in Wildbad, y se publicó una grabación de la representación.

## Personajes
| Personaje                                                                 | Voz          | Elenco del estreno Director de orquesta: Gaetano Mares |
| ------------------------------------------------------------------------- | ------------ | ------------------------------------------------------ |
| Donna Isabella (princesa de Mesina)                                       | soprano      | Caroline Ungher                                        |
| Don Emanuele (hijo de Isabella)                                           | tenor        | Napoleone Moriani                                      |
| Don Cesare (hijo de Isabella)                                             | barítono     | Giorgio Ronconi                                        |
| Beatrice                                                                  | mezzosoprano | Rosina Mazzarelli                                      |
| Diego                                                                     | bajo         | Eugenio Pizzolato                                      |
| Secuaces de Emanuele y de Cesare, Damas de la Reina, soldados, cortesanos |              |                                                        |

## Argumento
La acción tiene lugar en Mesina, Sicilia, en época indeterminada. 
Acto I
Atrio del Palacio Real de Mesina
A petición de la reina, sus dos hijos, Emanuele y Cesare, enemistados, se reencuentran para hacer las paces. Pero al momento vuelven los enfrentamientos cuando Cesare dice que él será señor de Mesina y deja a su hermano ser el señor de Siracusa. Solo la llegada de Diego consigue detener el enfrentamiento. La reina Isabella, preocupada por lo difícil que es reconciliar a sus dos hijos, envía a Diego a la tumba de su esposo a buscar a alguien que piensa que es la única esperanza de paz que queda (aria: Pietoso al fato mio). 
Jardín
Beatrice espera la llegada de su amado Emanuele. Pero quien lega es Cesare. Ella, que no lo conoce, lo rechaza, pero él afirma amarla desde que la vio en el pasado y se presenta como hijo de la reina. Ella insiste en rechazarlo y afirma que no es esa a quien vio. 
Tumbas de los reyes de Mesina
Llega Emanuele quien, dispuesto a casarse con su amada Beatrice, envía a sus hombres a buscarla (aria: Chi fida l'anima). Llega la reina y Cesare con la corte. Isabella abraza a sus dos hijos y espera que se reconcilien. Ellos se muestran dispuestos a hacer las paces. Isabella les dice que todavía falta por venir su hermana, a la que ellos creen muerta. Ella cuenta que el rey tuvo un sueño en el que su hija iba a causar la muerte de sus hermanos y por ello la hizo matar, pero la reina la ocultó con ayuda de Diego, que es el único que sabe dónde está. Pero en ese momento llega Diego e informa que la joven ha sido raptada. Ante la desesperación de su madre, ambos hermanos prometen encontrarla. 
Acto II
Ruinas en un lugar remoto
Los hombres de Cesare ven alejarse a los e Emanuele, y le informan a su señor que Emanuele es su rival, quien se ha llevado a Beatrice. Cesare ve resurgir el odio que siente por su hermano y jura vengarse (aria: Mio fratello? Ei steso!). 
Jardín
Emanuele se reencuentra con su amada Beatrice, quien le cuenta que tiene un poderoso rival, pero éste afirma no tener miedo. Se escucha desde el exterior que sus hombres están luchando y Beatrice le pide que huya. Emanuele ve que es su hermano y no se preocupa, ya que han hecho las paces, pero Cesare está rabioso y le acusa de robarle a su amada. Emanuele le dice que Beatrice es su esposa, pero Cesare no quiere creerle y le reta a luchar. Beatrice consigue convencer a Emanuele de que se vaya, pero Cesare lo apuñala por la espalda y lo mata, lo que inicia un enfrentamiento entre los hombres de ambos hermanos. 
Sala en el palacio de Mesina
Los hombres de Cesare han llevado al palacio a la desmayada Beatrice. Cuando Isabella la ve, se da cuenta de que tiene la edad que debería tener su hija. Al preguntarle por su madre, Beatrice dice que no la conoce, y entonces Isabella la reconoce como suya, aunque no lo hace público. Llegan Diego y los hombres de Emanuele llevando el cadáver de éste, para horror de Isabella. Llega Cesare, y Beatrice teme por su suerte. Isabella le dice a su hijo que han asesinado a Emanuele, y Beatrice reconoce a Cesare como el asesino. Él se defiende diciendo que quería robarle a su esposa y señala a Beatrice, pero Diego le dice que ella es su hermana. Horrorizado por la noticia, Cesare se apuñala y muere. Isabella se da cuenta de que salvó a su hija y se ha cumplido el sueño de su marido, ya que ella ha causado la muerte de sus dos hijos. 

## Estructura
- Preludio

Acto I
- N. 1 - Introducción y terceto “¡Oh ben giunti!” – “Quanti a menudo stendono” (Cesare, Emanuele, Diego)
- N. 2 – Recitativo y cavatina “Dunque, amico?” - “Pietoso al fato mio” (Isabella, Diego)
- N. 3 – Cavatina, recitativo y terceto “Emanuel! Così tu mi hai lasciata” – “Esce dal bosco” – “Ignota! Ignota! Ah tu non sai” (Beatrice, Cesare)
- N. 4 – Escena y aria “Ite, o fedei” – “Chi fida l'anima, e tutto ilo cor” (Emanuele)
- N. 5 – Finale primo “ Dove in silenzio restasi” – “Di lei, che già nascea” – “Tremi il vil, che in tanto affano” (Isabella, Emanuele, Cesare, Diego)

Acto II
- N. 6 – Coro y aria “Voi pur vedesse” – “Mio fratello? Ei steso!” (Cesare)
- N. 7 – Escena, dueto y terceto “Per la selva vicina” – “O desio della mia vita” –“ Cosi i tuoi giuri serbansi” (Beatrice, Emanuele, Cesare)
- N. 8 – Finale secondo “Sovra il suo viso lánguido” – “Così di età saria... Dove son io?” – “Tra i cavalier bellissimo” - “ Ah! chi mi te uccise” – “ Il sire ci è presso” – “Guarda al sangue, ascolta il pianto” (Beatrice, Isabella, Cesare, Diego)

## Discografía
| Año  | Reparto (Donna Isabella, Don Emanuele, Don Cesare, Beatrice, Diego)              | Director de Orquesta | Sello discográfico |
| ---- | -------------------------------------------------------------------------------- | -------------------- | ------------------ |
| 2009 | Jessica Pratt, Filippo Adami, Armando Ariostini, Wakako Ono, Maurizio Lo Piccolo | Antonino Fogliani    | Naxos              |